# 防災基本計画
防災基本計画（ぼうさいきほんけいかく）は、災害対策基本法（第34・35条）に基づき、中央防災会議が作成する基本指針を示す防災計画で、防災分野の最上位計画である。防災に関する総合的かつ長期的な計画、中央防災会議が必要とする防災業務計画および地域防災計画作成基準を示し、防災予防、発生時の対応、復旧等を記してある。行政のみではなく、住民の自治防災についても記述されている。
この計画に基づき、「指定行政機関」（＝日本の行政機関）および指定公共機関（国立研究開発法人全て、日本銀行、日本赤十字社、電力会社、大手ガス会社、大手石油会社、日本放送協会、日本電信電話、JRグループ全社、高速道路会社、携帯電話会社、日本医師会）は「防災業務計画」を作成し、地方公共団体は「地域防災計画」を作成する。

## 主な内容
- 防災体制の確立
- 防災事業の促進
- 災害復興の迅速適切化
- 防災に関する科学技術及び研究の振興
- 防災業務計画及び地域防災計画において重点をおくべき事項についての基本的な方針

## 構成
災害の種類ごとに編で構成されている。
それぞれの災害について、災害対策の時間的順序に沿って、災害予防、災害応急対策、災害復旧・復興について記述されている。
またそれぞれの災害について、国、地方公共団体、住民等、各主体の責務を明確にするとともに、それぞれが行うべき対策を具体的に記述している。

## 対象とされる災害
記述されている災害は以下の通り。
- 自然災害
  - 震災対策
  - 風水害対策
  - 火山災害対策
  - 雪害対策
- 事故災害
  - 海上災害対策
  - 航空災害対策
  - 鉄道災害対策
  - 道路災害対策
  - 原子力災害対策
  - 危険物等災害対策
  - 大規模な火事災害対策
  - 林野火災対策
  - その他の災害に共通する対策

## 近年の改定
令和7年版防災白書では、近年の気候変動に伴う豪雨災害や南海トラフ地震等の大規模地震を踏まえ、防災基本計画における地域防災力強化の必要性が強調された。特に、自治体間連携やデジタル技術を活用した災害情報共有体制の強化が新たに盛り込まれている。

## 関連書籍
- 中央防災会議 編『防災基本計画』中央防災会議、2020年5月1日。 NCID BB31327651。
- 信山社編集部 編『防災基本計画 (重要法令シリーズ065)』信山社、2022年1月27日。ISBN 978-4797243659。 NCID BC12559952。